# Paula García Ávila
Paula García Ávila (Almuñécar, Granada, 24 de marzo de 1992) es una exjugadora de balonmano española. Su último equipo profesional fue el Málaga Costa del Sol de la Liga Guerreras Iberdrola y ha sido internacional absoluta con la Selección femenina de balonmano de España. Jugaba de pivote.
Disputó 200 partidos en la Liga Guerreras Iberdrola y marcó un total de 419 goles en la competición nacional.
Paula García es una trotamundos del balonmano femenino. Desde su debut en el clásico Elda Prestigio en el 2010, la sexitana ha pasado por el Balonmno Elda, Balonmano Alcobendas, el equipo francés Union Mios Biganos-Bègles (con el que consiguió su primer título internacional, la EHF Cup), el Club Balonmano Atlético Guardés, el Rincón Fertilidad Málaga y el Gloria Bistrita rumano, para terminar volviendo a firmar con el Costa en la temporada 2019.
En su cuarta temporada en Málaga la pivote se hizo con los títulos de la Copa de la Reina y la Supercopa de España además de convertirse en bicampeona de la Copa de la EHF en la temporada más laureada del club malagueño. En la temporada 2021-2022 volvió a proclamarse campeona de la Copa de la Reina además de conseguir el subcampeonato de Liga y el de la EHF European Cup.

## Trayectoria
- 2010–2012 	 BM Elda Prestigio
- 2012–2014 	 Helvetia BM Alcobendas
- 2014–2015 	 Union Mios Biganos-Bègles
- 2015–2016 	 Mecalia Atlético Guardés
- 2017–2018 	 Rincón Fertilidad Málaga
- 2018–2019 	 Gloria Bistrița
- 2019–2022 	 Costa del Sol Málaga

## Selección Española de Balonmano
Formando parte de la selección española, se hizo con la medalla de Oro en los Juegos Mediterráneos celebrados en la ciudad española de Tarragona y la medalla de Oro en el Mundial Universitario del 2016 celebrado en Antequera (Málaga).

## Palmarés

### Títulos con la selección
| Título                       | Selección | Año  |
| ---------------------------- | --------- | ---- |
| Juegos Mediterráneos de 2018 | Española  | 2018 |
| Mundial Universitario 2016   | Española  | 2016 |

### Títulos nacionales
| Título              | Club   | País | Temporada |
| ------------------- | ------ | ---- | --------- |
| Copa de la Reina    | Málaga | ES   | 2019-2020 |
| Copa de la Reina    | Málaga | ES   | 2021-2022 |
| Supercopa de España | Málaga | ES   | 2020-2021 |

### Títulos Europeos
| Título           | Club                               | País | Temporada |
| ---------------- | ---------------------------------- | ---- | --------- |
| EHF European Cup | Union Mios Biganos-Bègles Handball | FR   | 2014-2015 |
| EHF European Cup | Rincón Fertilidad Málaga           | ES   | 2020-2021 |

### Distinciones individuales
- Premio a la trayectoria deportiva por la Federación Malagueña de Balonmano (2022–2023)[14]